# Krzysztof Justyński
Krzysztof Justyński – polski policjant, nadinspektor policji (korpus generałów Policji), doktor nauk społecznych, komendant powiatowy Policji w Wodzisławiu Śląskim w latach 2012–2016, komendant wojewódzki Policji w Katowicach w latach 2016–2021.

## Życiorys
Ukończył Wyższą Szkołę Policji w Szczytnie, Wydział Prawa i Administracji Uniwersytetu Wrocławskiego oraz studia podyplomowe w Śląskiej Wyższej Szkole Zarządzania im. gen. J. Ziętka w Katowicach. Uzyskał stopień naukowy doktora na podstawie rozprawy „Racjonalizacja działań Policji w warunkach zagrożeń i działań nadzwyczajnych” na Wydziale Nauk o Bezpieczeństwie Akademii Wojsk Lądowych we Wrocławiu. Promotorem jego pracy był prof. dr hab. inż. Bernard Wiśniewski.
W szeregi Policji wstąpił w 1992 roku. Karierę rozpoczął w pionie kryminalnym Komendy Powiatowej Policji w Wodzisławiu Śląskim. W 2003 roku został zastępcą Naczelnika Sekcji Prewencji. Zajmował się tropieniem przestępczości kryminalnej oraz gospodarczej. W 2005 roku powołany na Komendanta Komisariatu Policji w Skoczowie. Rok później został powołany na stanowisko I Zastępcy Komendanta Miejskiego Policji w Jastrzębiu Zdroju, a w 2008 na stanowisko I Zastępcy Komendanta Powiatowego Policji w Wodzisławiu Śląskim. W 2012 roku został awansowany na Komendanta Powiatowego Policji w Wodzisławiu Śląskim. Po przeniesieniu nadinspektora Jarosława Szymczyka do Komendy Głównej Policji, objął stanowisko Komendanta Wojewódzkiego Policji w Katowicach. 17 lipca 2017 roku prezydent Andrzej Duda mianował go na stopień nadinspektora Policji. Akt mianowania odebrał podczas obchodów Święta Policji 23 lipca 2017 roku w Centrum Szkolenia Policji w Legionowie. W lutum 2021 roku przeszedł na emeryturę.
Żonaty. Mieszka w Gołkowicach.

## Medale
- Medal „Zasłużony dla Prokuratury Rzeczypospolitej Polskiej” (2021)[8]